# 大欖涌水塘

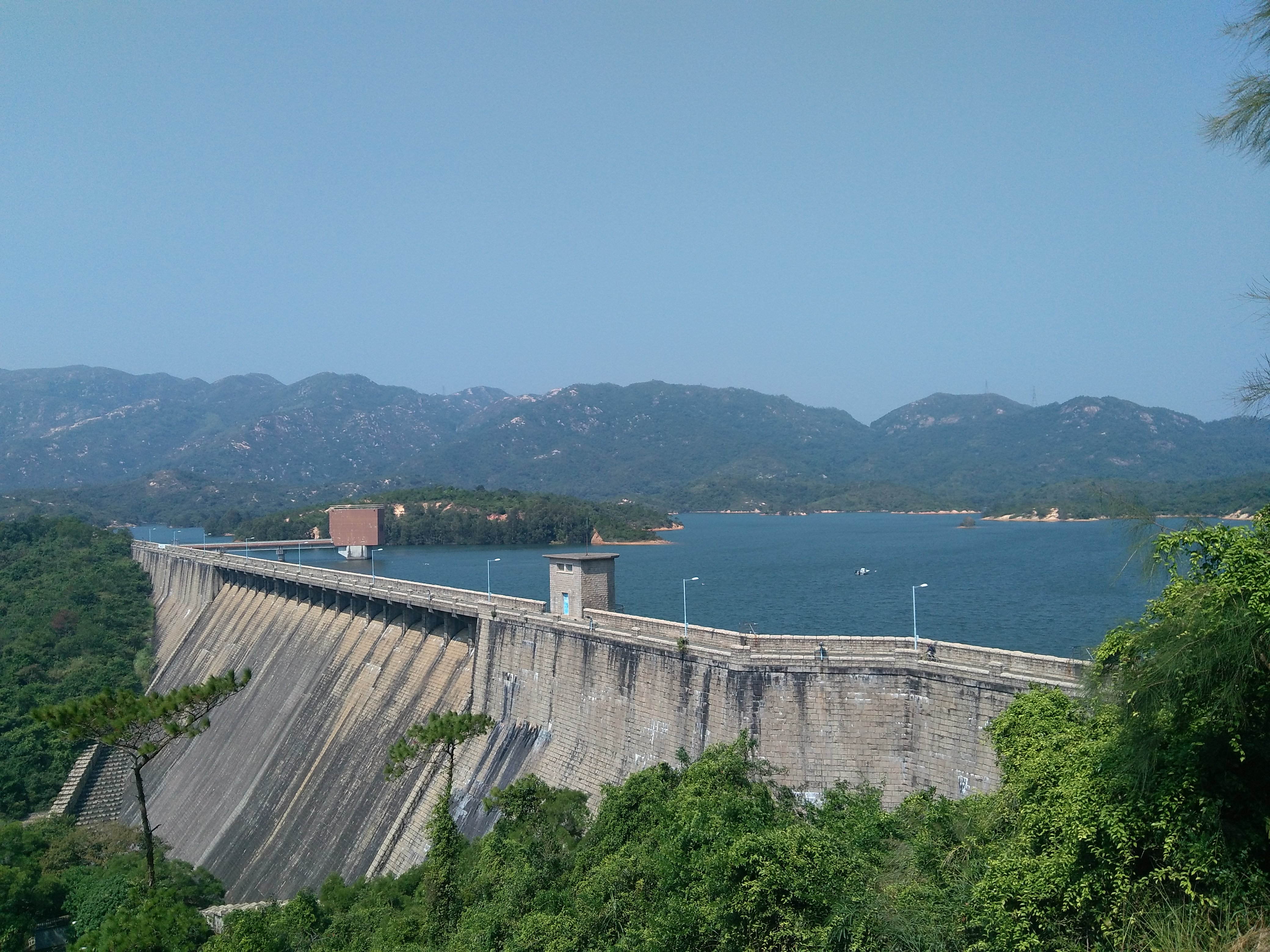
大欖涌水塘

大欖涌水塘（英語：Tai Lam Chung Reservoir）是香港新界屯門區大欖涌的水塘，位於大欖郊野公園之內，是香港在第二次世界大戰後首個興建的水塘。由於水塘內有多個散落在不同位置的小島，因而又稱「香港千島湖」。

## 歷史
早於1930年代末期開始，香港政府已計劃於新界西部興建水塘，惟因戰事被逼中斷。1947年，研究繼續展開，並選了大欖涌作為新水塘的位置。但由於戰後百廢待興，未有足夠資金即時展開工程，故要延至1951年港府才宣佈撥款4,000萬，1952年正式開始建造，並於1957年落成。水塘儲水量為45億加侖（約2000萬立方米），並由橫跨大欖涌谷的150呎高主壩，以及3條副壩組成。1956年，受興建大欖涌水塘而受影響的大欖、關屋地村民遭政府徙置到荃灣並成立大屋圍，即現今的海天豪苑。
2014年1月18日，一名青年因為受不住學業壓力，拒絕返回英國繼續學業，失蹤六日之後，有懲教署職員在大欖涌水塘水壩發現其背囊及波鞋，遂通知警方。消防蛙人終在主壩對開17米深的水塘底發現並撈起屍體。
2014年1月27日，香港天文台錄得黎克特制1.8級地震，震央位於大欖涌水塘附近，多名市民向天文台報告感到輕微震動。

## 特色
在大欖涌水塘興建的同時，水塘範圍被劃為造林區，栽種了多個品種的植物，以鞏固水塘集水區的建築結構。另一方面，由於興建水塘的山谷內有不少丘陵，水塘建成後便形成一些島嶼，成為該水塘的特色之一。而水塘北部的七渡河河口，更是元荃古道的路段之一，為古時人們來往元朗和荃灣的必經之路。
大欖涌水塘除了收集雨水外，也是收集從中國大陸購入的東江水的水庫之一。另一方面，於昔日樂安排海水化淡廠運作期間，大欖涌水塘亦是收集蒸餾後的淡水的地方。

## 生態
大欖涌水塘位於大欖郊野公園內的大欖涌河谷，水塘周圍主要是植林區，由於水塘附近的土壤貧瘠及經常受山火影響，為了鞏固水塘集水區的建築結構，故此於1952年開始了植林工作，在水塘附近培植了很多不同品種的植物。水塘深淺不一，由於受侵蝕的泥土從山上被沖下，塘底主要為沙泥。水塘的儲水量大，為不同的魚類提供了多樣化的生境，其中包括具保育價值的魚類如弓背青鱂。

## 遠足資料
- . 山上行 www.walkonhill.com. 10月15日  [2012-10-15]. （原始内容存档于2012-10-27）.

## 外部連結
- 香港水務署 — 大欖涌水塘
- 香港在線生態地圖